# Fekete Özvegy (Marvel Comics)
Fekete Özvegy (angolul: Black Widow, születési nevén Natalia Alianovna Romanova, álnevén: Natasha Romanoff vagy Nathalie) a Marvel Comics képregényszereplője.
Fekete Özvegy egy orosz bérgyilkosnő, aki szinte már emberfeletti képességekkel bír, gyors, erős és halálos. Vörös haja és kék szeme van. A Bosszúállók csapatának oszlopos tagja.Tehetséges hacker, azonkívül világklasszis sportoló és harcművész.
Az orosz származású Natasát gyerekkorától kémnek és bérgyilkosnak nevelte a KGB a vörös szobában, az Ultron korában kiderül, hogy gyermeke sem lehet, ahogy Bruce Bannernek (Hulk) sem, akivel egyébként egyre közelebb kerülnek egymáshoz, majd megmentik Sokovia városát.
Jól használja a technikát is, ért a fejlett számítógépekhez, tud dekódolni, hekkelni, akár a profik. A fegyverekkel szintén mesterien bánik. Számos hightech eszközzel rendelkezik, tud mindenféle járművet vezetni. Valódi szuper képessége nincs, de harctudása bőven átlagon felülre emeli. Tökéletesen beszél angolul, oroszul, franciául, olaszul, latinul. 1984-ben született Sztálingrádban az egykori Szovjetunió területén. 2014-ben a Vormiron feláldozta magát a Lélekkőért.
A Marvel-moziuniverzumban Scarlett Johansson alakítja, magyar hangja Csondor Kata.

## Megjelenése afilmekben
| Film                             | Dátum | Színész                                         | Magyar hang  | Szerep         |
| -------------------------------- | ----- | ----------------------------------------------- | ------------ | -------------- |
| Vasember 2.                      | 2010  | Scarlett Johansson                              | Csondor Kata | főszereplő     |
| Bosszúállók                      | 2012  | Scarlett Johansson                              | Csondor Kata | mellékszereplő |
| Amerika Kapitány: A tél katonája | 2014  | Scarlett Johansson                              | Csondor Kata | mellékszereplő |
| Bosszúállók: Ultron kora         | 2015  | Scarlett Johansson                              | Csondor Kata | főszereplő     |
| Amerika Kapitány: Polgárháború   | 2016  | Scarlett Johansson                              | Csondor Kata | mellékszereplő |
| Bosszúállók: Végtelen háború     | 2018  | Scarlett Johansson                              | Csondor Kata | főszereplő     |
| Marvel kapitány                  | 2019  | Scarlett Johansson                              | Csondor Kata | mellékszereplő |
| Bosszúállók: Végjáték            | 2019  | Scarlett Johansson                              | Csondor Kata | főszereplő     |
| Fekete Özvegy                    | 2021  | - Scarlett Johansson - Ever Anderson (fiatalon) | Csondor Kata | főszereplő     |

## Fordítás
- Ez a szócikk részben vagy egészben  a   Black_Widow (Natalia_Romanova) című angol Wikipédia-szócikk ezen változatának fordításán alapul.  Az eredeti cikk szerkesztőit annak laptörténete sorolja fel. Ez a jelzés csupán a megfogalmazás eredetét és a szerzői jogokat jelzi, nem szolgál a cikkben szereplő információk forrásmegjelöléseként.